# Nekrolog 1645
Nekrolog
◄◄
| ◄
| 1641
| 1642
| 1643
| 1644
| 1645 | 1646 | 1647 | 1648 | 1649 | ► | ►►
Weitere Ereignisse | Allgemeiner Nekrolog 1645
Die Beschreibung der verstorbenen Person sollte so kurz wie möglich gehalten sein und nur deren signifikante Tätigkeit(en) enthalten.
Neue Namen ggf. auch unter dem Geburts- und Sterbedatum, also etwa unter 1. Januar und im Geburts- und Sterbejahr (2024) eintragen (nur bei entsprechender großer Wichtigkeit). Für Beispiele siehe die schon vorhandenen Artikel.
Außerdem über die fünf zuletzt Verstorbenen, zu denen es einen ausreichend guten Artikel für eine Präsentation auf der Hauptseite gibt, nach der todesbedingten Überarbeitung der Artikel ggf. auch unter Wikipedia Diskussion:Hauptseite informieren und sie am besten auch in den anderen Wikipedia-Sprachversionen eintragen. Tipp: Regelmäßig bei news.google.de nach „ist tot“, „gestorben“ oder „verstorben“ suchen.
Wenn eine Person gestorben ist, gibt es viele Seiten zu dieser Person in der Wikipedia, die davon auch betroffen sind und entsprechend aktualisiert werden müssen. Beispiele: Namenübersichtsseite, Geburtsjahr, Geburtsort-Seiten und viele mehr.
Wie finde ich die betroffenen Seiten?
Im Suchfeld auf der linken Seite gibt man den Suchbegriff so ein: „Vorname Nachname“. Dann klickt man auf Volltext und alle Seiten mit entsprechendem Suchtext werden aufgerufen. Hier sieht man dann schnell, wo auch das Todesjahr Sinn macht oder sogar ein Teil des Artikels angepasst werden muss. Auch hilft das „Werkzeug“ auf der linken Seite sehr gut, um solche Seiten aufzufinden: „Links auf diese Seite“. Somit ist die Wikipedia wieder aktuell in allen Bereichen! Hinweis: bei Eintragung der Kategorie „Gestorben JAHR“ wird der Missbrauchsfilter 49 ausgelöst, was jedoch nicht schlimm ist. Siehe: Spezial:Missbrauchsfilter/49
Dies ist eine Liste von im Jahr 1645 verstorbenen bekannten Persönlichkeiten. Die Einträge erfolgen innerhalb der einzelnen Daten alphabetisch sortiert. Tiere sind im Nekrolog für Tiere zu finden.

## Januar
| Tag        | Name                                 | Beruf, bekannt als                                                         | Alter | Beleg |
| ---------- | ------------------------------------ | -------------------------------------------------------------------------- | ----- | ----- |
| 2. Januar  | Immanuel König                       | lutherischer Theologe, Generalsuperintendent des Stifts Kolberg-Cammin     | 54    |       |
| 2. Januar  | Agnes von Limburg-Stirum             | Äbtissin der Stifte Elten, Vreden, Borghorst und St                        | 81    |       |
| 10. Januar | Andrea Allio der Jüngere             | italienischer Barock-Baumeister in Wien                                    |       |       |
| 10. Januar | William Laud                         | Erzbischof von Canterbury                                                  | 71    |       |
| 15. Januar | Johannes Christoph Guetknecht        | deutscher Benediktiner und Abt                                             |       |       |
| 18. Januar | John Maitland, 1. Earl of Lauderdale | schottischer Peer, Politiker und Jurist                                    |       |       |
| 18. Januar | Thomas de Witt                       | Dordrechter Patrizier und Bürgermeister                                    |       |       |
| 20. Januar | Georg Saluz                          | Schweizer reformierter Geistlicher                                         |       |       |
| 24. Januar | Giovanni Branca                      | italienischer Ingenieur, Architekt und Architekturtheoretiker              | 73    |       |
| 30. Januar | Maria Ward                           | englische katholische Ordensstifterin und Wegbereiterin der Mädchenbildung | 60    |       |

## Februar
| Tag         | Name                                  | Beruf, bekannt als                              | Alter | Beleg |
| ----------- | ------------------------------------- | ----------------------------------------------- | ----- | ----- |
| 9. Februar  | Mutio Vitelleschi                     | Generaloberer der Societas Jesu (Jesuitenorden) | 81    |       |
| 10. Februar | Dorothea Sophie von Sachsen-Altenburg | Äbtissin des Stifts Quedlinburg                 | 57    |       |
| 10. Februar | Conchobhar Mag Uidhir                 | irischer Adliger und Rebellenführer             |       |       |
| 14. Februar | François de La Rochefoucauld          | katholischer Bischof und Kardinal               | 86    |       |
| 19. Februar | Pier Paolo Crescenzi                  | italienischer Kardinal                          |       |       |
| 24. Februar | Philipp VII.                          | Sohn des Grafen Christian (Waldeck)             | 31    |       |
| 26. Februar | Daniel Dilger                         | deutscher lutherischer Pastor                   |       |       |
| Februar     | Johann Polz                           | deutscher Pädagoge                              |       |       |

## März
| Tag      | Name                            | Beruf, bekannt als                                                               | Alter | Beleg |
| -------- | ------------------------------- | -------------------------------------------------------------------------------- | ----- | ----- |
| 4. März  | Johann von den Birghden         | Postmeister, Begründer der ersten deutschen Postzeitung                          | 62    |       |
| 4. März  | Matthias Hoë von Hoënegg        | lutherischer Theologe                                                            | 65    |       |
| 6. März  | Johann von Götzen               | deutscher kaiserlicher General im Dreißigjährigen Krieg                          |       |       |
| 6. März  | Joseph Silvio Max Piccolomini   | Oberst eines kaiserlichen Kürassierregiments                                     |       |       |
| 6. März  | Albert Gaston Spinola von Bruay | kaiserlicher Offizier im Dreißigjährigen Krieg                                   |       |       |
| 9. März  | George Wyllys                   | amerikanischer Kolonialgouverneur                                                |       |       |
| 15. März | Johan Skytte                    | schwedischer Politiker                                                           | 67    |       |
| 22. März | Hans Caspar Lang der Ältere     | Schweizer Glasmaler, Buchillustrator, Tafel- und Fassadenmaler und Bürgermeister | 74    |       |

## April
| Tag       | Name                               | Beruf, bekannt als                                                 | Alter | Beleg |
| --------- | ---------------------------------- | ------------------------------------------------------------------ | ----- | ----- |
| 1. April  | Johann Jakob Breitinger            | reformierter Pfarrer in Zürich, Professor, Antistes und Politiker  | 69    |       |
| 12. April | Sigismund Heusner von Wandersleben | deutscher Offizier und Politiker                                   | 52    |       |
| 16. April | Tobias Hume                        | englischer Komponist und Gambist                                   |       |       |
| 19. April | Antonio van Diemen                 | Generalgouverneur von Niederländisch-Indien                        |       |       |
| 24. April | Jacob Fabricius                    | deutscher evangelisch-lutherischer Theologe, Generalsuperintendent | 55    |       |
| 29. April | Maximilian von Liechtenstein       | kaiserlicher General                                               | 66    |       |

## Mai
| Tag     | Name                                 | Beruf, bekannt als                                                | Alter | Beleg |
| ------- | ------------------------------------ | ----------------------------------------------------------------- | ----- | ----- |
| 8. Mai  | Guilielmus Alardus                   | Lyriker, Verfasser von Predigtsammlungen und Kirchenliedkomponist | 72    |       |
| 26. Mai | Mariana de Jesús de Paredes y Flores | Ordensfrau, Heilige, Jungfrau                                     | 26    |       |
| 30. Mai | Georg Andreas Fabricius              | deutscher Pädagoge und Polyhistor                                 | 56    |       |

## Juni
| Tag      | Name                          | Beruf, bekannt als                              | Alter | Beleg |
| -------- | ----------------------------- | ----------------------------------------------- | ----- | ----- |
| 4. Juni  | Theodor Vietor                | deutscher Altphilologe                          | ~85   |       |
| 13. Juni | Miyamoto Musashi              | japanischer Samurai und Künstler                |       |       |
| 18. Juni | Henri d’Escoubleau de Sourdis | französischer Kirchenfürst und Marineoffizier   | 52    |       |
| 28. Juni | Johann Arbogast von Annenberg | Kommandant von Glatz; Landeshauptmann von Glatz |       |       |
| 28. Juni | Hans Wolf von Schönberg       | deutscher Landeshauptmann der Oberlausitz       | 58    |       |

## Juli
| Tag      | Name                                | Beruf, bekannt als                                                                                  | Alter | Beleg |
| -------- | ----------------------------------- | --------------------------------------------------------------------------------------------------- | ----- | ----- |
| 4. Juli  | Kaspar Dönhoff                      | Woiwode von Dorpat und Sieradz, sowie polnischer Oberhofmarschall                                   | 58    |       |
| 4. Juli  | Johann Höpner                       | deutscher lutherischer Theologe                                                                     | 63    |       |
| 7. Juli  | Georg Friedrich                     | Graf von Hohenlohe-Neuenstein-Weikersdorf, böhmischer Standesherr, Offizier und Gelegenheitsdichter | 75    |       |
| 13. Juli | Marie de Gournay                    | französische Schriftstellerin, Philosophin und Frauenrechtlerin                                     | 79    |       |
| 21. Juli | Georg Ludwig Frobenius              | deutscher Polyhistor, Buchhändler und Verleger                                                      | 78    |       |
| 22. Juli | Gaspar de Guzmán, Conde de Olivares | spanischer Premierminister zur Zeit Philipps IV.                                                    | 58    |       |
| 23. Juli | Michael I.                          | Zar von Russland (1613–1645)                                                                        | 49    |       |
| 30. Juli | Theodor Berckelmann                 | deutscher evangelischer Theologe und lateinischer Dichter                                           | 68    |       |

## August
| Tag        | Name                            | Beruf, bekannt als                                      | Alter | Beleg |
| ---------- | ------------------------------- | ------------------------------------------------------- | ----- | ----- |
| 1. August  | Georg Schönberger               | deutscher Jesuit und Mathematiker                       |       |       |
| 3. August  | Franz von Mercy                 | Feldherr der Katholischen Liga im Dreißigjährigen Krieg |       |       |
| 7. August  | Georg Corvin                    | deutscher Philosoph, Professor der Philosophie          |       |       |
| 10. August | Jürgen Pavels                   | Kaufmann und Ratsherr der Hansestadt Lübeck             |       |       |
| 18. August | Georg von Lengerke              | Ratsherr der Hansestadt Lübeck                          |       |       |
| 28. August | Hugo Grotius                    | niederländischer Philosoph und Rechtsgelehrter          | 62    |       |
| 28. August | Jewdokia Lukianowna Streschnewa | Zarin von Russland                                      |       |       |

## September
| Tag           | Name                 | Beruf, bekannt als                      | Alter | Beleg |
| ------------- | -------------------- | --------------------------------------- | ----- | ----- |
| 8. September  | Francisco de Quevedo | spanischer Schriftsteller               | 64    |       |
| 11. September | Nikolaus Esterházy   | Begründer der Magnatenfamilie Esterházy |       |       |
| 12. September | Jacques Linard       | französischer Maler                     |       |       |
| 15. September | Lucas Cranach III.   | deutscher Maler                         | 59    |       |
| 16. September | Johannes Macias      | spanischer Dominikaner und Heiliger     | 60    |       |
| 24. September | William Lawes        | englischer Komponist                    | 43    |       |
| 30. September | Friedrich Kasimir    | Herzog von Pfalz-Landsberg              | 60    |       |

## Oktober
| Tag         | Name                             | Beruf, bekannt als                                     | Alter | Beleg |
| ----------- | -------------------------------- | ------------------------------------------------------ | ----- | ----- |
| 2. Oktober  | Francesco Cennini de’ Salamandri | italienischer Kardinal der römisch-katholischen Kirche | 78    |       |
| 8. Oktober  | Ladislav Burian von Waldstein    | böhmischer Adliger                                     |       |       |
| 10. Oktober | Heinrich Julius von Wietersheim  | Stiftshofmeister in Quedlinburg                        | 59    |       |
| 11. Oktober | Johann Bolandt                   | deutscher Kaufmann und Politiker der frühen Neuzeit    |       |       |
| 14. Oktober | Eberhard von Bothmer             | deutscher Adeliger und Verwaltungsbeamter              |       |       |
| 24. Oktober | Martin Chemnitz                  | deutscher Jurist und Diplomat in schwedischen Diensten | 49    |       |

## November
| Tag          | Name                          | Beruf, bekannt als                                                                          | Alter | Beleg |
| ------------ | ----------------------------- | ------------------------------------------------------------------------------------------- | ----- | ----- |
| 12. November | Christoph Ludwig Raschen      | deutscher Ritter, Offizier und Diplomat                                                     | 60    |       |
| 13. November | Johann Zeidler                | deutscher Mediziner                                                                         | 49    |       |
| 28. November | Zimbert Jenisch               | deutscher Kaufmann                                                                          |       |       |
| November     | Hans Heinrich IX. von Reinach | kaiserlicher Feldzeugmeister, Kommandant der Festung Breisach und Gouverneur von Regensburg |       |       |

## Dezember
| Tag          | Name                                    | Beruf, bekannt als                                               | Alter | Beleg |
| ------------ | --------------------------------------- | ---------------------------------------------------------------- | ----- | ----- |
| 1. Dezember  | Johannes Scultetus                      | deutscher Arzt und Stadtphysicus                                 | 50    |       |
| 5. Dezember  | Ursula Schmotzer von Ritzol             | Äbtissin in Olsberg                                              |       |       |
| 7. Dezember  | Philipp Dietrich                        | Graf von Waldeck-Eisenberg                                       | 31    |       |
| 18. Dezember | Nur Jahan                               | Gattin des Großmoguls Jahangir                                   |       |       |
| 21. Dezember | Armand de Sillègue d’Athos d’Autevielle | französischer Musketier                                          |       |       |
| 25. Dezember | Anton Woltreich                         | deutscher Jurist und Syndicus der Hansestädte Wismar und Rostock | 52    |       |
| 28. Dezember | Gaspar de Borja y Velasco               | Kardinal aus dem spanischen Hochadel                             | 65    |       |
| 28. Dezember | Giovanni Battista Carlone               | italienischer Baumeister und Architekt                           |       |       |

## Datum unbekannt
| Tag | Name                                      | Beruf, bekannt als                                                               | Alter | Beleg |
| --- | ----------------------------------------- | -------------------------------------------------------------------------------- | ----- | ----- |
|     | Johann Andreae                            | Registrator und Hofhistoriograph in Saarbrücken bei Ludwig II. (Nassau-Weilburg) |       |       |
|     | Heinrich Balemann                         | Lübecker Ratsherr                                                                |       |       |
|     | Robert Barker                             | königlicher Drucker Jakobs I. (England)                                          |       |       |
|     | Robert Carr, 1. Earl of Somerset          | schottischer Höfling und Politiker                                               |       |       |
|     | Mathias Edlinger                          | österreichischer Steinmetzmeister der Renaissance                                |       |       |
|     | Jürgen Kriebel                            | deutscher Bildhauer der Barockzeit                                               |       |       |
|     | Emilia Lanier                             | englische Dichterin                                                              |       |       |
|     | Sultan Agung von Mataram                  | Sultan von Mataram                                                               |       |       |
|     | Feng Menglong                             | chinesischer Dichter                                                             |       |       |
|     | Ondřej Habervešl z Habernfeldu            | tschechischer Arzt und Publizist                                                 |       |       |
|     | Friedrich Ludwig Kanoffski von Langendorf | Stadtkommandant von Freiburg im Dreißigjährigen Krieg                            |       |       |
|     | Joachim Ernst von Krockow                 | Hofbeamter und Offizier                                                          |       |       |
|     | Lauterfresser                             | angeblicher Südtiroler Hexer                                                     |       |       |
|     | William Lithgow                           | schottischer Reiseschriftsteller                                                 |       |       |
|     | Antonius Purisol                          | Bildhauer des Barock                                                             |       |       |
|     | Jean Rey                                  | französischer Chemiker                                                           |       |       |
|     | Takuan Sōhō                               | buddhistischer Zen-Mönch bzw. Zen-Meister                                        |       |       |
|     | ʿAbd al-Ḥaqq Amānat Khān                  | Kalligraph                                                                       |       |       |
|     | Sebastian Walther                         | deutscher Architekt und Bildhauer                                                |       |       |